# Pete Rock and C.L. Smooth
Pete Rock and C.L. Smooth est un groupe de hip-hop américain, originaire de Mount Vernon, dans l'État de New York.

## Biographie
Les rappeurs Pete Rock et C.L. Smooth forment leur groupe en 1990. Ils sortent leur premier EP en 1991, All Souled Out. Il est suivi par Mecca and the Soul Brother le 9 juin 1992, considéré par beaucoup comme leur meilleur album, composé de titres classiques tels que They Reminisce Over You (T.R.O.Y.) et Straighten It Out. Il contient des éléments de jazz et de soul et reprend des riffs de trompette jouée notamment par Aretha Franklin, James Brown, et Lou Donaldson. L'album atteint la 43e place du Billboard 200.
Ils collaborent par la suite avec la rappeuse Mary J. Blige pour un remix de sa chanson Reminisce. En 1994, le groupe publie son second album The Main Ingredient. L'album atteint la 51e place du Billboard 200. Peu de temps après la publication de l'album, le groupe se sépare, et les deux membres se consacrent à une carrière en solo. Pete Rock solidifie sa réputation en tant que rappeur solo, et producteur pour de divers groupes et artistes, respectivement, comme Heavy D & the Boyz, Public Enemy, et Nas. C.L. Smooth publie quelques albums dans les années 2000. Le duo se réunit de temps à autre lors de tournées.
À la fin de 2013, Pete Rock annonce une tournée fêtant leur réunification avec CL Smooth. La tournée est appelée 20th Anniversary Mecca And The Soul Brother Tour.

## Discographie

### Albums studio
- 1992 : Mecca and the Soul Brother
- 1994 : The Main Ingredient

### EP
- 1991 : All Souled Out

### Compilation
- 2003 : Good Life: The Best of Pete Rock and C.L. Smooth